# عجوز (فلم)
عجوز (بالإنجليزية: Old) هو فيلم إثارة أمريكي لعام 2021 من تأليف وإخراج إم. نايت شيامالان ومن بطولة إيليزا سكانلن،توماسن ماكنزي،اليكس وولف،فيكي كريبس،آبي لي كيرشو ونيكي أموكا بيرد.

## روابط خارجية
- الموقع الرسمي
- مقالات تستعمل روابط فنية بلا صلة مع ويكي بيانات

لا توجد روابط لمواقع التواصل الاجتماعي.